# Synallaxis azarae
A Synallaxis azarae a madarak (Aves) osztályának verébalakúak (Passeriformes) rendjébe és a fazekasmadár-félék (Tyrannidae) családjába tartozó faj.

## Rendszerezése
A fajt Alcide d’Orbigny francia természettudós írta le 1835-ben.

## Alfajai
- Synallaxis azarae azarae Orbigny, 1835
- Synallaxis azarae elegantior P. L. Sclater, 1862
- Synallaxis azarae fruticicola Taczanowski, 1880
- Synallaxis azarae infumata Zimmer, 1925
- Synallaxis azarae media Chapman, 1914
- Synallaxis azarae ochracea Zimmer, 1936
- Synallaxis azarae samaipatae Bond & Meyer de Schauensee, 1941
- Synallaxis azarae superciliosa Cabanis, 1883[2]

## Előfordulása
Dél-Amerika nyugati részén, az Andok-hegységben, Argentína, Bolívia, Ecuador, Kolumbia és Peru területén honos. Természetes élőhelyei a szubtrópusi vagy trópusi hegyi esőerdők, száraz erdők és cserjések, valamint legelők. Állandó, nem vonuló faj.

## Megjelenése
Testhossza 17 centiméter, testtömege 12-18 gramm.

## Életmódja
Többnyire ízeltlábúakkal táplálkozik.

## Természetvédelmi helyzete
Az elterjedési területe rendkívül nagy, egyedszáma stabil. A Természetvédelmi Világszövetség Vörös listáján nem fenyegetett fajként szerepel.